# Arcidiocesi di Tiana

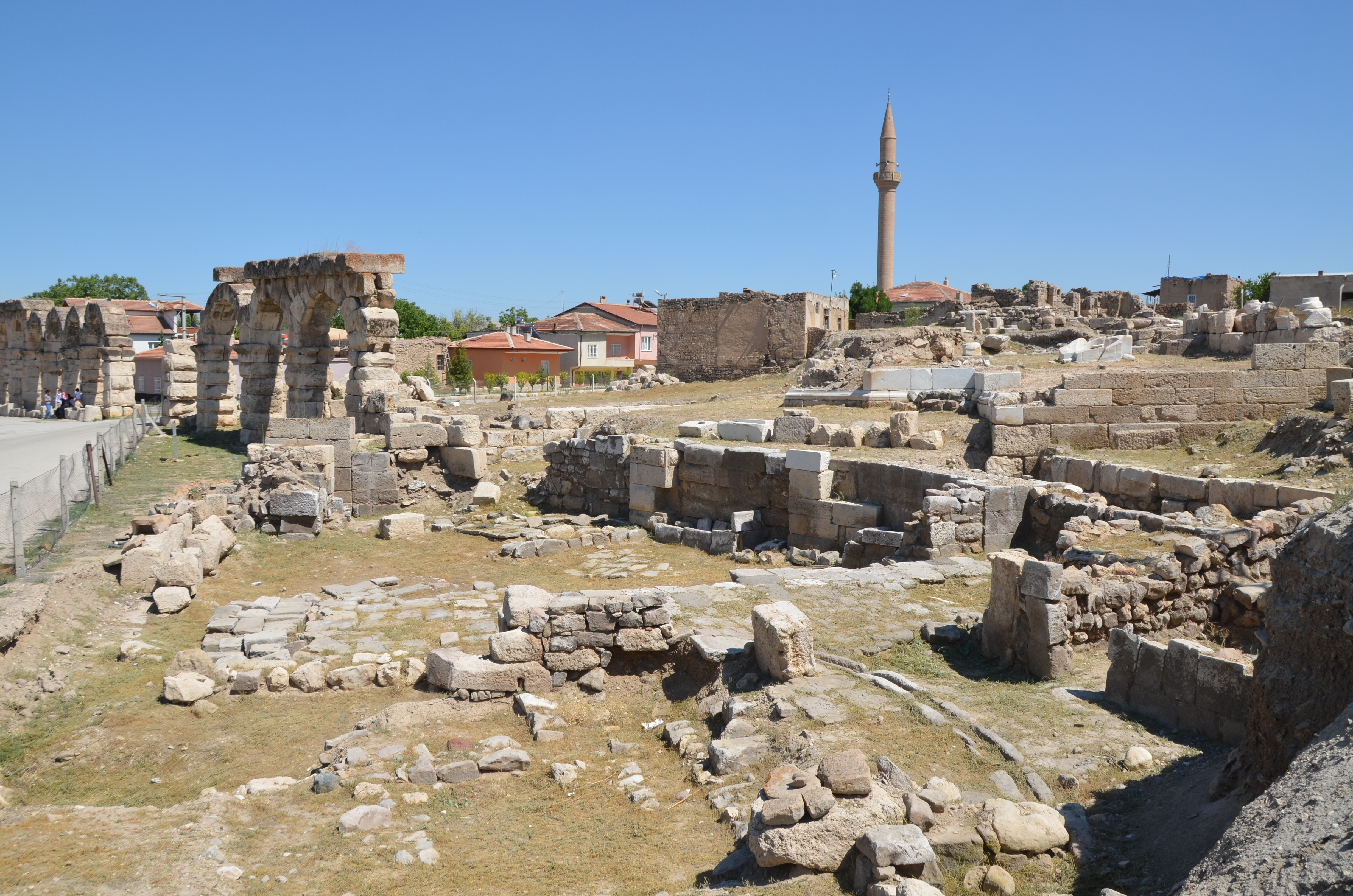
Rovine di Tyana.

L'arcidiocesi di Tiana (in latino Archidioecesis Tyanensis) è una sede soppressa del patriarcato di Costantinopoli e una sede titolare della Chiesa cattolica.

## Storia
Tiana, identificabile con le rovine di Kemerhisar nel distretto di Bor in Turchia, è l'antica sede metropolitana della provincia romana della Cappadocia Seconda nella diocesi civile del Ponto e nel patriarcato di Costantinopoli.
Il Martirologio Romano ricorda il martire sant'Oreste, che subì il martirio a Tiana all'epoca dell'imperatore Diocleziano ed è ricordato alla data del 10 novembre.
Tiana divenne metropolia quando l'imperatore Valente creò la provincia della Cappadocia Seconda con Tiana come capitale, separandola dalla metropolia di Cesarea di Cappadocia, cui fino a quel momento era appartenuta.
Nella Notitia Episcopatuum dello pseudo-Epifanio, composta durante il regno dell'imperatore Eraclio I (circa 640), la sede di Tiana è elencata al 14º posto nell'ordine gerarchico delle metropolie del patriarcato di Costantinopoli; in questa Notitia le sono attribuite tre diocesi suffraganee: Cibistra, Faustinopoli e Sasima. La situazione è immutata nella Notitia Episcopatuum attribuita all'imperatore Leone VI e databile all'inizio X secolo.
A Tiana si tenne nel 367 un sinodo di vescovi, al quale parteciparono tra gli altri Eusebio di Cesarea, Atanasio di Ancira e Pelagio di Laodicea, che ribadirono la loro fede nel primo concilio di Nicea (325) contro le decisioni ariane prese in un precedente sinodo a Rimini.
Nel maggio del 1359 Tyana aveva ancora un metropolita, e nel 1360 il metropolita di Cesarea se ne assicurò l'amministrazione. A partire da questo momento la sede fu vacante. Infine, nel 1370 la sede vescovile della località venne accorpata a quella di Cesarea di Cappadocia.
Dal XVIII secolo Tiana è annoverata tra le sedi arcivescovili titolari della Chiesa cattolica; la sede è vacante dal 3 agosto 1975.

## Cronotassi

### Arcivescovi greci
- Eupsichio † (menzionato nel 325)
- Teofronio † (menzionato nel 341)
- Antimo † (menzionato nel 372)
- Eterio †
- Teodoro I † (documentato dal 382 al 404)[7]
- Calliopo †
- Longino †
- Teodoro II †
- Euterio † (? - 431 deposto)
- Patrizio † (menzionato nel 448)
- Ciro †
- Ciriaco † (menzionato nel 518)
- Paolo † (menzionato nel 536)
- Eufrata † (menzionato nel 553)
- Anonimo † (tra VI e VII secolo)[8]
- Pafnuzio †
- Giustino[9] o Giustiniano[10] † (prima del 680 - dopo il 692[11])
- Anonimo † (menzionato nel 787)[12]
- Leonzio † (menzionato nell'879)[13]
- Giovanni † (menzionato nel 997)[14]
- Leone † (X secolo)[15]
- Eustazio † (X secolo)[16]
- Costantino † (prima del 1079 - dopo il 1094)[17]
- Giacomo † (prima del 1143)[17][18][19]
- Basilio † (prima del 1143 - dopo il 1146)[1][18][19]
- Macario † (menzionato nel 1285)[20]

### Arcivescovi titolari
- Giuseppe de Carolis † (13 luglio 1725 - 5 gennaio 1742 deceduto)
- Simone Gritti † (2 dicembre 1743 - 16 settembre 1761 deceduto)
- Carlo Bellisomi † (11 settembre 1775 - 22 settembre 1795 nominato arcivescovo, titolo personale, di Cesena)
- Giuseppe Bartolomeo Xerri † (27 giugno 1821 - 29 settembre 1821 deceduto)
- Giuseppe Maria Vespignani † (23 giugno 1834 - 24 gennaio 1842 nominato arcivescovo, titolo personale, di Orvieto)
- Francesco Gentilini † (20 gennaio 1845 - 12 maggio 1856 deceduto)
- Lorenzo Barili † (3 agosto 1857 - 13 marzo 1868 nominato cardinale presbitero di Sant'Agnese fuori le mura)
- Antonio Giuseppe Pluym, C.P. † (23 febbraio 1870 - 13 gennaio 1874 deceduto)
- Alessandro Sanminiatelli Zabarella † (31 luglio 1874 - 22 giugno 1899 nominato patriarca titolare di Costantinopoli)
- Amilcare Tonietti † (25 settembre 1899 - 22 marzo 1927 deceduto)
- Paschal Charles Robinson, O.F.M. † (24 maggio 1927 - 27 agosto 1948 deceduto)
- Pietro Doimo Munzani † (11 dicembre 1948 - 28 gennaio 1951 deceduto)
- Bernard Jan Alfrink † (28 maggio 1951 - 31 ottobre 1955 succeduto arcivescovo di Utrecht)
- Primo Principi † (8 maggio 1956 - 3 agosto 1975 deceduto)